# Erna Solbergová
Erna Solbergová, nepřechýleně Solberg (* 24. února 1961 Bergen, Hordaland), je norská politička, od října 2013 do října 2021 byla předsedkyní vlády Norska. Od roku 2004 také působí jako předsedkyně Høyre, v letech 2002–2004 byla její místopředsedkyní.
V období 2001–2005 působila jako ministryně pro místní správu a regionální rozvoj ve druhé vládě Kjella Bondevika, kde se mimo jiné podílela na údajném zpřísnění přistěhovaleckéých zákonů a vysloužila si tím přezdívku „železná Erna“ (Jern-Erna). Po volbách v roce 2005 předsedala parlamentní skupině Konzervativní strany až do roku 2013. V parlamentních volbách v roce 2013 se strana pod jejím vedením umístila druhá, ale s větším koaličním potenciálem než první Norská strana práce, a  Solbergová se stala norskou premiérkou. Po Gro Harlem Brundtlandové je druhou ženou v této funkci. Její kabinet, často neformálně nazývaný „modro-modrý kabinet“, byl zpočátku menšinovou vládou dvou stran složenou z Konzervativní strany a Pokrokové strany. Kabinet navázal formální spolupráci s liberální a křesťanskodemokratickou stranou. Ve volbách v roce 2017 byla vláda zvolena znovu a v lednu 2018 se koalice rozšířila o Liberální stranu. Tato rozšířená menšinová koalice se neformálně nazývá „modrozelený kabinet“. V květnu 2018 se Solbergová stala nejdéle sloužící norskou premiérkou z Konzervativní strany. V lednu 2019 se vládní koalice dále rozšířila o Křesťanskodemokratickou stranu a tím si zajistila většinu v parlamentu. Po porážce v parlamentních volbách v roce 2021 se Solbergová vrátila do čela opozice.

## Dětství a mládí
Solbergová se narodila 24. února 1961 v Bergenu na západě Norska a vyrůstala v bohaté čtvrti Kalfaret. Její otec Asbjørn Solberg (1925–1989) pracoval jako konzultant v bergenské Sporvei a matka Inger Wenche Torgersenová (1926–2016) byla úřednicí. Solbergová má starší a mladší sestru.
Ve škole měla problémy a v 16 letech jí diagnostikovali dyslexii. V posledním ročníku střední školy v roce 1979 byla zvolena do předsednictva Svazu studentů Norska a v témže roce vedla celostátní charitativní akci Operasjon Dagsverk, při níž studenti vybírali peníze pro Jamajku.
V roce 1986 získala magisterský titul na Bergenské univerzitě, kde studovala sociologii, politologii, ekonomii a statistiku. V  posledním ročníku vedla studentskou ligu Konzervativní strany v Bergenu.
Od roku 1996 je vdaná za podnikatele a bývalého politika Konzervativní strany Sindreho Finnese, s nímž má dvě děti. Rodina žila v Bergenu a v Oslu.

## Začátky politické kariéry

### Místní samospráva
V letech 1979–1983 a 1987–1989 byla Solbergová zastupitelkou městské rady v Bergenu. Předsedala místní a městské pobočce Mladých konzervativců a Konzervativní strany.

### Poslankyně
Do norského parlamentu (Storting) byla poprvé zvolena v roce 1989 za Hordaland a pětkrát byla zvolena znovu. V letech 1994–1998 byla také předsedkyní celostátního Sdružení konzervativních žen.

### Ministryně pro místní samosprávu a regionální rozvoj
V letech 2001–2005 působila Solbergová ve vládě premiéra Kjella Magne Bondevika jako ministryně pro místní samosprávu a regionální rozvoj. Její údajně tvrdá politika v tomto resortu, včetně tvrdého postoje k azylové politice, jí v médiích vynesla přezdívku „železná Erna“ (norsky Jern-Erna).
Ve skutečnosti Bondevikova vláda z let 2001–2005 vpustila do Norska o tisíce žadatelů o azyl více než následující středolevá rudo-zelená vláda z let 2005–2009. V roce 2003 Solbergová navrhla v Norsku zavedení islámských rad šaría poté, co se  dozvěděla o existenci takových rad ve Spojeném království, a v roce 2004 prohlásila, že si přeje zvýšit imigraci do Norska.

## Předsedkyně strany

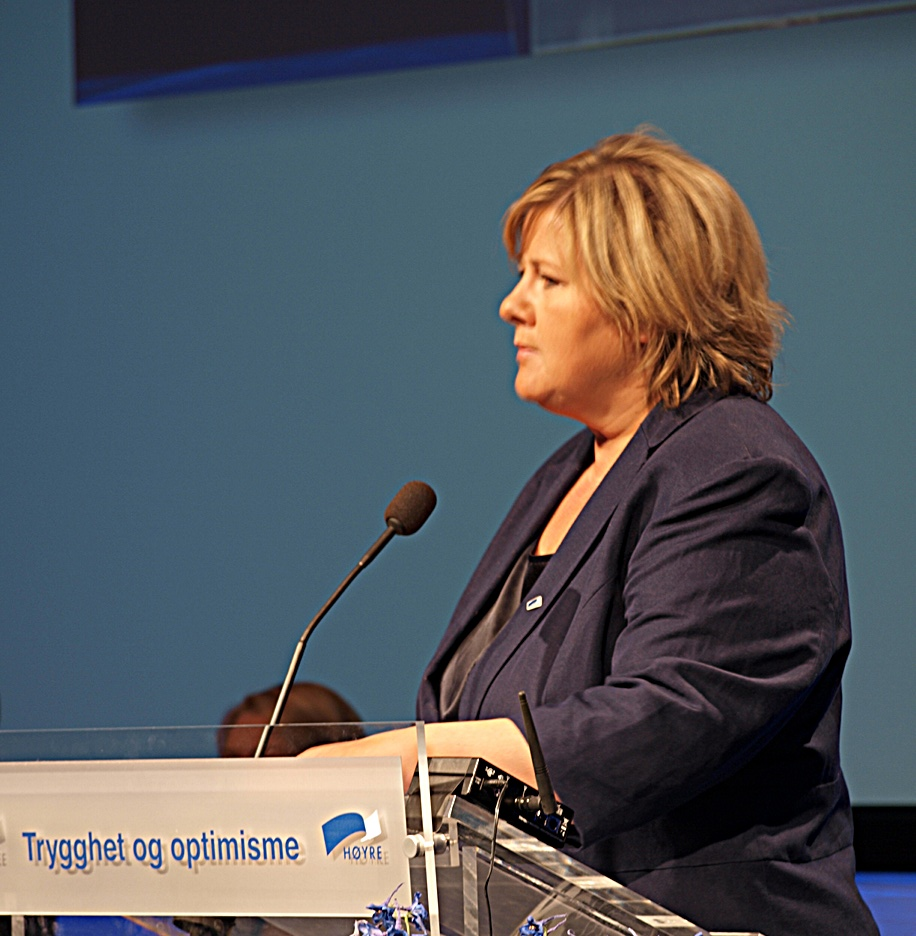
Na stranické konferenci v roce 2009

V letech 2002–2004 působila jako místopředsedkyně Konzervativní strany a v roce 2004 se stala její předsedkyní.
Už po prohře ve volbách v roce 2009 si strana uvědomila, že pouhý slib o snížení daní a menší roli státu voliče nepřesvědčí. Solbergová proto opustila rétoriku, která jí v minulosti vynesla přezdívku „železná Erna“, a začala vysvětlovat, že je potřeba jiný přístup – namísto škrtání chtěla provádět reformy, namísto likvidace sociálního státu chtěla efektivněji spravovat jeho struktury.
V roce 2011 vydala knihu s názvem Lidé, ne miliardy, která by se dala spíše označit za nový programový manifest. Pravidelně se věnovala návštěvám škol, zdravotnických zařízení a menších obcí a všem vysvětlovala, že cílem pravice není sloužit velkým podnikatelům, ale vytvářet podmínky pro vznik nových pracovních míst, rozvoj infrastruktury a restrukturalizace ekonomiky. Svůj dlouhodobý ekonomický cíl, kterým bylo vymanit norskou ekonomiku ze závislosti na příjmech z ropy, Solbergová viděla jako dosažitelný prostřednictvím tradičních pravicových metod, snižováním daní, omezováním výdajů a privatizací podílů státu ve firmách. Kromě toho slíbila zachovat bezplatné školství a zdravotnictví.

## Předsedkyně vlády (2013-2021)
Po vítězství v parlamentních volbách 9. září 2013 stanula Solbergová v čele vlády a 16. října 2013 byla jmenována premiérkou. Po Gro Harlem Brundtlandové je druhou ženou v premiérské funkci.
V roce 2017 byla vláda zvolena znovu a Solbergová se stala prvním konzervativním lídrem země od 80. let, který opakovaně vyhrál volby. Středopravicovým stranám se také podařilo udržet většinu v parlamentu.
V roce 2018 vyjednávala o účasti ve vládě s liberály. Liberální strana oficiálně vstoupila do vlády 17. ledna 2018. Křesťanští demokraté si vyjednali vstup do vlády na základě drobné změny potratového zákona, což vyvolalo tvrdý odpor veřejnosti i opozice. Křesťanskodemokratická strana se oficiálně stala členem koaliční vlády 22. ledna 2019.
Solbergová čelila napětí mezi jednotlivými složkami své většiny, což vedlo k rozchodu se Stranou pokroku.
Za zvládnutí migrační krize v roce 2015, během níž zpřísnila podmínky přijímání uprchlíků, zdědila přezdívku "Železná Erna" odkazující na bývalou britskou premiérku Margaret Thatcherovou.
Ve volbách v roce 2021 zvítězila sociálnědemokratická Dělnická strana (AP) a vládnoucí středopravicovou koalici vystřídala koalice středolevicová.

### Mezinárodní angažovanost
Jako premiérka a bývalá předsedkyně norské delegace v Parlamentním shromáždění NATO se zasazovala o transatlantické hodnoty a bezpečnost.
V roce 2018 sestavila celosvětový panel o udržitelném hospodaření v oceánech a toto téma představila na summitu G7. Její vláda podporuje iniciativu Světové banky PROBLUE zaměřenou na prevenci poškozování moří.
Od roku 2016 spolupředsedala skupině generálního tajemníka OSN pro prosazování cílů udržitelného rozvoje. Zajímá se zejména o přístup ke kvalitnímu vzdělání pro všechny, zejména pro dívky a děti v konfliktních oblastech. To bylo také ústředním bodem její práce jako obhájkyně rozvojových cílů tisíciletí v letech 2013–2016.
V jednom ze svých klíčových projevů uvedla, že v marginalizovaných a konfliktních oblastech světa je stále potřeba tradiční pomoci a humanitární asistence. Cíle udržitelného rozvoje však na globální rozvoj nahlížejí komplexně a integrují ekonomické, sociální a environmentální faktory.
V roce 2016 měla přednášku na Mezinárodním institutu strategických studií v Singapuru, kde se zabývala plánem na dosažení udržitelné, spravedlivé a mírumilovnější budoucnosti.
Solbergová zajistila významnou finanční podporu pro Globální partnerství pro vzdělávání. Je pevně přesvědčena, že investice do vzdělávání urychlí pokrok v plnění všech ostatních cílů udržitelného rozvoje.
Za svou mezinárodní angažovanost získala v roce 2018 inaugurační ocenění Global Citizen World Leader Award.
V říjnu 2019 kritizovala tureckou invazi do kurdských oblastí v Sýrii, ale odmítla výzvy k pozastavení členství Turecka v NATO.
Ve svém projevu na Valném shromáždění OSN v roce 2019 se Solbergová zasazovala pro kandidaturu Norska na nestálého člena Rady bezpečnosti na období 2021–2022. Zastávala názor, že OSN je třeba posílit a že svět potřebuje silnou mnohostrannou spolupráci a instituce k řešení globálních výzev, jako je změna klimatu, kybernetická bezpečnost a terorismus.

## Po odchodu z premiérské funkce
Po porážce v parlamentních volbách v roce 2021 se Solbergová vrátila do čela opozice. V roce 2022 se stala členkou správní rady organizace Global Citizen.